# Paraseiulus deogyuensis
Paraseiulus deogyuensis är en spindeldjursart som först beskrevs av Ryu och Ehara 1990.  Paraseiulus deogyuensis ingår i släktet Paraseiulus och familjen Phytoseiidae. Inga underarter finns listade i Catalogue of Life.